# فيفتي (فلم)
فيفتي (بالإنجليزية: Fifty)، هُو فيلم رومانسي ودرامي نيجيري صدر في 18 ديسمبر 2015.

## وصلات خارجية
- مقالات تستعمل روابط فنية بلا صلة مع ويكي بيانات